# 比萨斜塔
比萨斜塔（義大利語：或）是一座位於意大利托斯卡纳大区比萨省比萨市城区北面國家建筑群的高塔，與它相邻的大教堂、洗礼堂、墓园均对11世纪至14世纪意大利建筑艺术有非常大的影响，故被联合国教育科学文化组织评选为世界遗产。
比萨斜塔是比萨主教座堂的独立式钟楼，位于大教堂的后面，是奇迹广场三大建筑之一，始建于1173年，设计为垂直建造，但是在工程开始后不久便由于地基不均匀和土层松软而倾斜，1372年完工，塔身向東南傾斜。

## 地理位置
比萨斜塔位于意大利托斯卡纳省比萨城北面的奇迹广场上，广场的大片草坪上散布着一组宗教建筑，它们是大教堂（即比薩主教座堂，建於1063年-13世纪）、洗禮堂（即聖若望洗禮堂，建於1153年-14世纪）、鐘樓（即比萨斜塔，建於1173-1350年）和洗禮堂墓园（建於1278年-15世纪），它们的外墙面均为乳白色大理石砌成，各自相对独立但又形成统一罗马式建筑风格。

## 建造历史
比萨大教堂钟楼的建造开始于1173年8月，工程曾间断了两次很长的时间。它的建造完全遵循了最初的设计，但它的设计者至今未知。
在钟楼入口右侧墙上发现的碑铭记录了钟楼开始建造的年代：“A.D. MCLXXIV. CAMPANILE HOC FUIT FUNDATUM MENSE AUGUSTI”，意为“此钟楼奠基于公元1174年8月”（注：实为1173年8月，当时比萨使用的纪年同现在通用的公元纪年相差一年）。这个年份也多次出现在历史档案和同时代的编年史中。

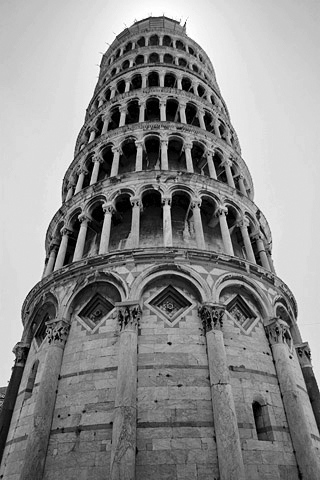

过去人们曾一度认为钟楼是故意被设计成倾斜的，但是现在人们清楚地知道事实并非如此。作为比萨大教堂的钟楼，1173年8月9日开始建造时的设计是垂直竖立的，原设计为8层，高54.8米，它独特的白色闪光的中世纪风格建筑物，即使后来没有倾斜，也将会是欧洲最值得注意的钟楼之一。
但是1185年，当钟楼兴建到第4层时发现由于地基不均匀和土层松软，导致钟楼已经倾斜偏向东南方，工程因此暂停。期间的1198年，记载了钟楼内撞钟的存在，这标志着钟楼虽然倾斜，但至少悬挂了一个撞钟，实现了它作为钟楼的初衷。
1231年，工程继续，第一次有记载钟楼使用了大理石。建造者采取各种措施修正倾斜，刻意将钟楼上层搭建成反方向的倾斜，以便补偿已经发生的重心偏离。1278年进展到第7层的时候，塔身不再呈直线，而是为凹形。工程再次暂停。
1292年，喬凡尼‧皮沙諾用铅垂线测量了钟楼的倾斜度。
1360年，在停滞了差不多一个世纪后钟楼向完工开始最后一个冲刺，并作了最后一次重要的修正。1372年摆放钟的顶层完工。54米高的8层钟楼共有7口钟，但是由于钟楼时刻都有倒塌的危险而没有撞响过。

## 建筑风格

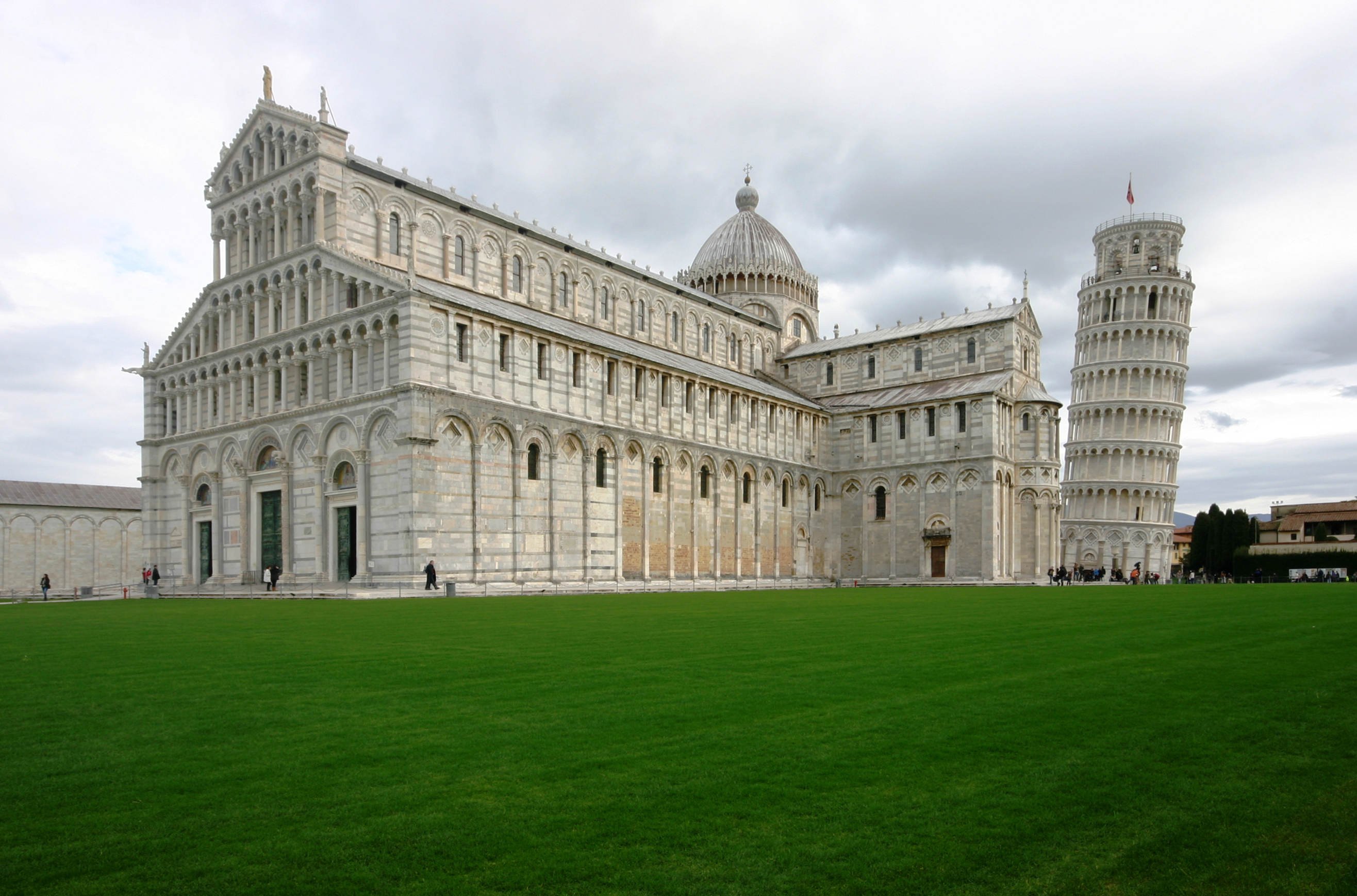
比萨大教堂和比萨斜塔形成了视觉上的對稱。

比萨斜塔毫无疑问是建筑史上的一座重要建筑。在发生严重的倾斜之前，它大胆的圆形建筑设计已经向世人展现了它的独创性。虽然在更早年代的意大利钟楼中，采用圆形地基的设计并不少见，类似的例子可以在拉文纳、托斯卡纳和翁布里亚找到，但是，比萨钟楼被认为是独立于这些原型，更大程度上，它是在借鉴前人建筑经验的基础上，独立设计并对圆形建筑加以了发展，形成了独特的比萨风格。
比如，钟楼的圆形设计被认为是为了同一旁的大教堂建筑形成反射而相对应，因此有意地模仿教堂半圆形后殿的曲线设计。更重要的是，钟楼与广场上对圆形结构的强调是相一致的，尤其是在宏伟的同样是圆形的洗礼堂奠基以后，整个广场更像是有意设计成耶路撒冷复活教堂（Anastasis）的现代版本。这种的设计正来源于经典的古代建筑。
钟楼的装饰格调继承了大教堂和洗礼堂的经典之作，墙面用大理石或石灰石砌成深浅两种白色带，半露方柱的拱门，拱廊中的雕刻大门，长菱形的花格平顶，拱廊上方的墙面对阳光的照射形成光亮面和遮荫面的强烈反差，给人以钟楼内的圆柱相当沉重的假象。大教堂、洗礼堂和钟楼之间形成了视觉上的连续性。

## 倾斜的原因和趋势

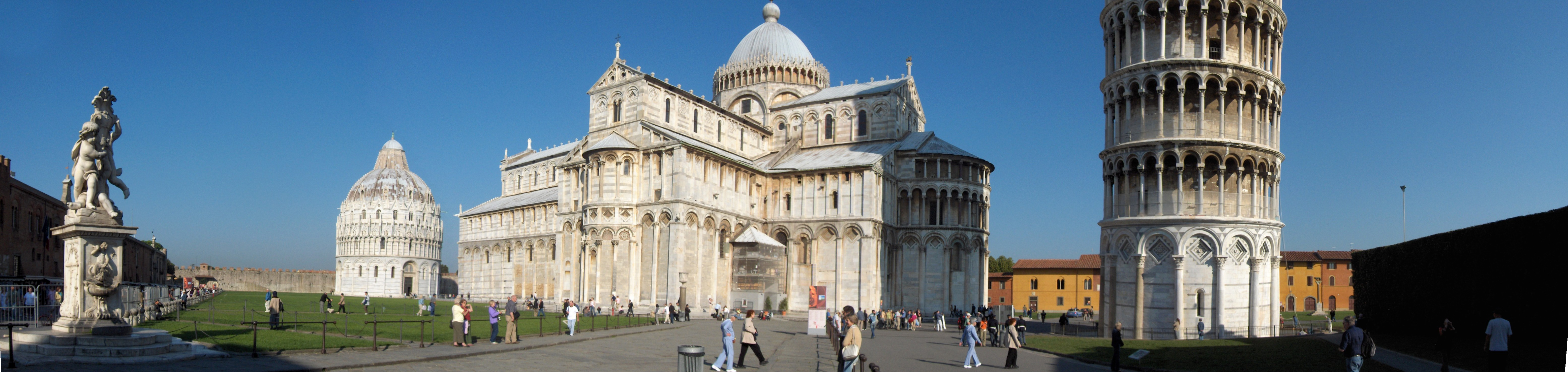
奇迹广场上的宗教建筑群，从左到右分别是洗礼堂、大教堂和比萨斜塔。

几个世纪以来，钟楼的倾斜问题始终吸引着好奇的游客、艺术家和学者，使得比萨斜塔世界闻名。
比萨斜塔为什么会倾斜，专家们曾为此争论不休。尤其是在14世纪，人们在两种论调中徘徊，比萨斜塔究竟是建造过程中无法预料和避免的地面下沉累积效应的结果，还是建筑师有意而为之。进入20世纪，随着对比萨斜塔越来越精确的测量、使用各种先进设备对地基土层进行的深入勘测，以及对历史档案的研究，一些事实逐渐浮出水面：比萨斜塔在最初的设计中本应是垂直的建筑，但是在建造初期就开始偏离了正确位置。
比萨斜塔之所以会倾斜，是由于它地基下面土层的特殊性造成的。比萨斜塔下的有好几层不同材质的土层，各种软质粉土的沉淀物和非常软的粘土相间形成，而在深约一米的地方则是地下水层。这个结论是在对地基土层成份进行观测后得出的。最新的挖掘表明，钟楼建造在了古代的海岸边缘，因此土质在建造时便已经沙化和下沉。
根据现有的文字记载，比萨斜塔在几个世纪以来的倾斜是缓慢的，它和它地基下方的土层实际上达到了某种程度上的平衡。在建造的第一阶段第3层结束时，钟塔向北倾斜约0.25°，在第二阶段由于纠偏过度，1278年第7层完成时反而向南倾斜约0.6°，1360年建造顶层钟房时增加到1.6°。1817年，两位英国学者Cresy和Taylor用铅垂线测量倾斜，那时的结果是5°。1550年Giorgio Vasari的勘测与1817年Cresy和Taylor的勘测之间相隔267年，倾斜仅增加了5厘米。因此人们也没有对斜塔进行特意的维修。
然而1838年的一次工程导致了比萨斜塔突然加速倾斜，人们不得不采取紧急维护措施。当时建筑师Alessandro della Gherardesca在原本密封的斜塔地基周围进行了挖掘，以探究地基的形态，揭示圆柱柱础和地基台阶是否与设想的相同。这一行为使得斜塔失去了原有的平衡，地基开始开裂，最严重的是发生了地下水涌入的现象。这次工程后的勘测结果表明倾斜加剧了20厘米，而此前267年的倾斜总和不过5厘米。
1838年的工程结束以后，比萨斜塔的加速倾斜又持续了几年，然后又趋于平稳，减少到每年倾斜约1毫米。

## 维修
因为比萨斜塔的倾斜和它同时具有的美丽，从1173年建造伊始至今，它一直受到人们的关注。在建造过程中，起初人们先是采用特殊的建筑设备试图阻止倾斜的继续，其后又替换掉柱子和其他破损的部件，现在人们又在地基间插入材料，大大地减少了倾斜程度，保证塔楼能够维持更长时间而不倒下。
进入20世纪以后，随着科学技术的发展和政府部门的投入，对比萨斜塔维护的研究工作有了进展，专家成立委员会评估任何一个可能导致倾斜加剧的危险可能性，并研发阻止继续倾斜直至逆转倾斜的方法。
由于倾斜程度过于危险，比萨斜塔曾在1990年1月7日停止向游客开放，经过11年的修缮，耗资约3960万美元，斜塔被扶正44厘米，傾斜角度從5.5度減至3.99度，基本达到了预期的效果。专家认为，只要不出现不可抵禦的自然因素，经过修复的比萨斜塔在300年内将不会倒下。2001年12月15日起再次向游客开放。2020年底，因为疫情严重而临时关闭；2021年5月重新开放。2023年8月9日，监测比薩斜塔的机构表示，斜塔已被扶正约46厘米，倾斜度恢复到19世纪初状态。

## 数据
比萨斜塔从地基到塔顶高58.36米，从地面到塔顶高55米，钟楼墙体在地面上的宽度是5.09米，在塔顶宽2.48米，总重约14453吨，重心在地基上方22.6米处。圆形地基面积为285平方米，对地面的平均压强为497千帕。2010年時傾斜角度為3.97度，偏离地基外沿2.3米，顶层突出4.5米。

## 文化

### 伽利略的自由落体实验
传说1590年，出生在比萨城的意大利物理学家伽利略，曾經在比萨斜塔上做自由落体实验，将两个重量不同的球体从相同的高度同时扔下，结果两个铅球同时落地，由此发现了自由落体定律，推翻了此前亚里士多德认为的重的物体会先到达地面，落体的速度同它的质量成正比的观点。
伽利略在比萨斜塔做自由落体实验的故事，记载在他的学生维维安尼（1622年—1703年）在1654年写的《伽利略生平的历史故事》（1717年出版）一书中，但伽利略、比萨大学和同時代的其他人都沒有關於這次實驗的記載。对于伽利略是否在比萨斜塔做过自由落体实验，歷史上一直存在著支持和反对兩種不同的看法。
另据記載，1612年有一個人在比薩斜塔上做過這样的實驗，但他是为了反駁伽利略而作這個實驗的，結果是两球並沒有同時到達地面。
事实上，根据现代流体力学的理论，即便不考虑塔顶常年的大风，由于空气阻力和湍流的影响，两球也是无法同时到达地面的。

### 入选世界遗产
1987年4月，国际文化纪念物与历史场所委员会提名意大利比萨城的奇迹广场（包括大教堂、洗礼堂、比萨斜塔和墓园）为世界文化遗产，认为其满足以下四个获选条件：
1. 奇迹广场上的四座建筑堪称建筑杰作，它们在空间上的设计从艺术上角度是独一无二，“代表了人类创造精神的杰作”（文化遗产标准一）；
2. 奇迹广场的建筑深刻影响了从11世纪到1284年的建筑发展和14世纪的艺术发展，“通过建筑或技术、有纪念意义的艺术品、城市规划或景观设计，展现了在一段时期内或在一个文化区域中进行的有重要意义的人文价值的交流”（文化遗产标准二）；
3. 奇迹广场包含了几座典型的宗教建筑，各自拥有不同的宗教作用，共同组成了一个中世纪基督教建筑的典范，“突出地代表了某一类建筑或技术的，并且展示了人类历史上的某一段或几段非常重要的时期”（文化遗产标准四）；
4. 19岁的伽利略在比萨大教堂内观察铜制吊灯的摆动，从而发现了小摆动的等时性定律，这是他动力学研究的序幕；在比萨斜塔顶的实验使他得出了自由落体定律，奇迹广场上的两座建筑直接同物理学的历史相联系，“直接或明确地同某些具有突出的、普世的价值的事件、现实的传统、思想、信仰、文化作品或文艺作品相联系”（文化遗产标准六）。

1987年12月，联合国教育科学文化组织世界遗产委员会第11次会议决定将其收入世界遗产名录，编号第395号。

### 其他
- 1983年的英国电影《超人III》中塑造了一个邪恶的超人形象，在世界各地“做坏事”，其中就包括把比萨斜塔扶正，电影结局是超人又将塔楼恢复到原来的倾斜角度。